# Districte de Portalegre
El Districte de Portalegre és un districte portuguès de la regió d'Alentejo, pertanyent en la seva major part a la província tradicional de l'Alt Alentejo, completant-se amb alguns concelhos que pertanyen al Ribatejo. Limita al nord amb el Districte de Castelo Branco, a l'est amb la província de Càceres i la província de Badajoz (Espanya), al sud amb el Districte d'Évora i a l'oest amb el Districte de Santarém. Àrea: 6065 km² (6è major districte portuguès). Població resident (2001): 127.018 hab. Seu del districte: Portalegre.

## Subdivisions
El districte de Portalegre se subdivideix en els següents 15 municipis:
- Alter do Chão
- Arronches
- Avis
- Campo Maior
- Castelo de Vide
- Crato
- Elvas
- Fronteira
- Gavião
- Marvão
- Monforte
- Nisa
- Ponte de Sor
- Portalegre
- Sousel

En l'actual divisió regional del país, aquest districte s'integra en la Regió de l'Alentejo i tots els municipis, llevat un, pertanyen a la subregió de l'Alt Alentejo, amb Sousel en l'Alentejo Central. En resum:
- Regió de l'Alentejo
  - Alentejo Central
    - Sousel

  - Alto Alentejo
    - Alter do Chão
    - Arronches
    - Avis
    - Campo Maior
    - Castelo de Vide
    - Crato
    - Elvas
    - Fronteira
    - Gavião
    - Marvão
    - Monforte
    - Nisa
    - Ponte de Sor
    - Portalegre

## Ciutats principals
Portalegre, Elvas, Ponte de Sor